# Yu Jian
Yu Jian 于坚 (Ziyang, 8 agosto 1954) è un poeta, critico letterario e regista cinese.
È considerato uno dei maggiori poeti della terza generazione (disandai, 第 三 代), ovvero di quel gruppo che iniziò a scrivere intorno alla metà degli anni ‘50 del XX secolo e che viene contrapposto alla precedente seconda generazione (dierdai,  第二代), della quale i maggiori esponenti furono i poeti cosiddetti "oscuri" (menglong,  朦胧).
Yu Jian è promotore di una poesia in lingua colloquiale (kouyu shi 口语诗) e, contro i canoni tradizionali, sostiene la necessità di uno stile dimesso. Ha pubblicato inizialmente su riviste non ufficiali, come quella di Nanjing dal titolo Tamen (他们, 1985-1995), edita dall'amico Han Dong 韩东(1961), altro importante poeta contemporaneo. In seguito le sue poesie sono apparse in riviste ufficiali e sotto forma di raccolte poetiche.
Yu Jian svolge anche l'attività di critico letterario, saggista, novellista, editore ed insegnante universitario. È anche regista di documentari, famoso soprattutto per Jade Green Station (Bise chenzhan, 碧色车站, 2003), nominato per il Silver Wolf Award dell’Amsterdam International Documentary Filmmaking Festival e per Hometown (Huxiang, 故乡, 2010), realizzato in collaborazione con l’antropologo Zhu Xiaoyang 朱晓阳.

## Biografia
Yu Jian (于坚) nasce l’8 agosto 1954 a Ziyang, nella provincia del Sichuan. Ancora in tenera età si trasferisce a Kunming con la famiglia, dove ancora vive. All'età di due anni contrae una seria polmonite e in seguito alla cura con streptomicina viene colpito da ipoacusia ad un orecchio. Questo difetto fisico lo segnerà molto, costringendolo a lottare per essere rispettato dagli altri, ma anche affinerà la sua sensibilità, portandolo a sviluppare un forte spirito critico nell'osservare il mondo.
Nel 1966, allo scoppio della Rivoluzione Culturale, è costretto ad interrompere gli studi, mentre i genitori, entrambi intellettuali, vengono mandati nei campi di rieducazione. All'età di sedici anni inizia a lavorare come operaio ribattitore e saldatore in una fabbrica a nord della città.
Dal padre eredita un forte interesse per la poesia, in particolare per la poesia classica. Entra in contatto anche con la letteratura straniera; il primo poeta che lo appassiona è Walt Whitman, a cui seguiranno Henry Wadsworth Longfellow e Robert Frost. A vent'anni scrive le sue prime poesie nelle riviste non ufficiali di Kunming, utilizzando il verso libero, e svolge delle letture pubbliche.
Nel 1980 inizia a studiare lingua e letteratura cinese alla Yunnan University. Nel corso dei suoi studi continua a produrre poesie ed è attivo nell'organizzazione di alcuni club letterari e nella redazione di pubblicazioni universitarie.
Nel 1983 conosce Han Dong che a partire dal 1985 pubblicherà molte delle sue poesie nella rivista non ufficiale Them (Tamen, 他们 ), uscita a intermittenza fino a metà degli anni Novanta.
La sua carriera comincia ad affermarsi nel 1986 con la pubblicazione della poesia Shangyi jie liuhao (尚义街六号, trad. lett.: Via Shangyi, n°6) nella rivista ufficiale Shikan (诗刊, Poetry Monthly), mentre la poesia che meglio rappresenta una svolta nella sua produzione e che esprime la sua maturità creativa è la controversa Ling dang’an, (零档案, trad. lett.: Fascicolo 0), scritta nel 1994.
Un’altra composizione degna di nota è il poema Feixing ( (飞行, trad. lett. Volo), lungo ben 10.000 caratteri, iniziato nel 1996 e concluso, dopo lunghe revisioni, nel 2000. Feixing, diviso in 49 sezioni, ha come filo conduttore un viaggio in aereo; questo mezzo di trasporto assume vari significati nel corso della poesia, da quello di simbolo del progresso tecnico, a quello più allegorico di metafora della scrittura e della poesia stessa. La poesia può essere interpretata anche come una fuga dall'alienazione che caratterizza il mondo odierno e il progresso tecnologico. Feixing contiene numerose citazioni, fra cui quelle tratte da The Waste Land di T.S. Eliot.
La maggiore attenzione e propensione alla revisione dimostrata dal lungo lavoro che ha accompagnato la pubblicazione di Feixing, unito al periodo dedicato alla scrittura in prosa che, negli anni successivi alle critiche a Fascicolo 0, ha portato nel 1999 alla pubblicazione di Renjian biji  (人间笔记 , trad. lett.: Note dal mondo degli uomini), una raccolta di note ed impressioni dai suoi viaggi e da scene di vita quotidiana, sono stati interpretati come segnali di un atteggiamento più cauto assunto dal poeta.
Un'importante raccolta delle poesie di Yu Jian, Yujian de shi (于坚的诗, trad. lett.: La poesia di Yu Jian), è stata pubblicata nel 2000 nella collana Lanxing shiku (蓝星诗库, trad. lett. Preziosa collezione poetica stella blu) dell'editore Renmin wenxue (trad. lett. letteratura del popolo, 人民文学), progetto avviato nella metà degli anni '90 che raggruppa i lavori dei poeti più eminenti e di successo .

### La svolta poetica:Ling dang’an
Pubblicata nel 1994, la poesia è divisa in sette parti: un prologo, dang’an shi ( 档案室, trad.lett. La stanza dei fascicoli), cinque libri numerati in progressione, alcuni dei quali con ulteriori sottodivisioni (Juan yi chushengshi (卷一 出生史, trad. lett. Libro uno: storia della nascita); Juan er chengzhangshi (卷二 成长史, trad. lett. Libro due: storia della crescita), Juan san lian’aishi (卷三 恋爱史, trad. lett. Libro tre: storia d'amore),  Juan si: richang shenghuo (卷四 日常生活, trad. lett. Libro quattro: storia della vita quotidiana) e Juan wu biaoge (卷五 表格,  trad. lett. Libro cinque: moduli), e un epilogo, Juan mo ( 卷末, trad. lett. Libro finale).
Il testo presenta un’alterazione dei normali canoni tipografici, con degli spazi bianchi inseriti tra i versi, via via sempre più numerosi, e un numero di caratteri superiore al normale. I parallelismi e le continue ripetizioni, inoltre, danno al componimento, che spesso consiste in semplici enumerazioni, un senso di forte monotonia.
Il titolo rimanda ai dossier personali (Renshi dang’an, 人事档案) che le autorità cinesi redigono e tengono aggiornati per ogni cittadino della Repubblica popolare; nell'imitare la forma di questi documenti amministrativi Yu Jian da una parte rivela polemicamente come questo controllo così rigido non colga la vera natura di una persona, dall'altra, presentando come testo poetico un testo che normalmente non lo è, rivolge la sua critica al linguaggio tradizionale, a suo avviso, ormai fossilizzato, usando con ironia forme ufficiali (tifa,  提法) per descrivere situazioni che non sempre lo sono. Tra i temi trattati, l’incompatibilità tra discorso pubblico e privato, la capacità della lingua di plasmare la realtà e l'illusorietà del controllo che si pensa di avere su di essa. Forte in questo senso il legame con la sua concezione e riflessione sulla lingua, che il poeta - a suo avviso - deve saper controllare e destrutturare.
Se l’opera e la poetica di Yu Jian hanno spesso generato accesi dibattiti, Fascicolo 0 è forse la poesia più emblematica. Essa è stata oggetto sia di forti critiche che di apprezzamenti. Alcuni, come He Yi 贺奕 , Zhang Ning 张柠, Li Zhen 李震 e Xie Mian 谢冕 che organizzò un seminario all'università di Pechino incentrato sul componimento poco dopo l’uscita dello stesso, ne hanno elogiato il valore.  Altri, tra cui Chen  Qufei 陳去飛 e Cai Yi 蔡毅, non l'hanno invece ritenuta un componimento all'altezza di essere considerato una poesia.
La poesia è stata anche trasposta in uno spettacolo teatrale sperimentale, diretto da Mo Sen 牟森  e interpretato da Wu Wenguang 吴文光, Wen Hui文慧 e il documentarista Jiang Yue 蒋樾.

### Saggi
Nel panorama della poesia cinese contemporanea, Yu Jian è stato, con l'amico Han Dong, uno dei principali esponenti della corrente che a partire dagli anni Ottanta del Novecento ha sostenuto la necessità di una scrittura colloquiale (kouyu, 口语), o “popolare” (minjian, 民间 ), contrapponendosi ai fautori di una scrittura elevata e formale (shumianyu书面语), o “intellettuale” (zhishi fenzi, 知识分子), rappresentata principalmente dai poeti Bei Dao e Shu Ting.
Le sue riflessioni sulla lingua sono esplicitate sia in saggi critici in cui prende posizione all'interno di questo dibattito, sia in altri saggi, interviste e interventi specifici in cui esprime la sua personale concezione della poesia. Uno fra i più importanti è il saggio Chuantong, yinyu ji qita  (传统, 隐喻及其他, trad. lett. Tradizione, metafora e altre cose), pubblicato nel 1995. Due anni dopo, è stato integrato in Cong yinyu houtui: zuowei fangfa de shige (从隐喻后退: 作为方法的诗歌, trad. lett.  Ritirarsi dalla metafora: poesia come metodo), a sua volta incluso nel 2004 nel quinto e ultimo volume della raccolta delle sue opere Jujueyinyu: zongpi shouji, pinglun, fangtan ( 拒绝隐喻：棕皮手记、评论、访谈, trad. lett. Rifiutare la metafora: Note su quaderno in pelle marrone, critica, interviste), che comprende anche altri saggi ed interviste .

### Documentari
Yu Jian è anche regista di documentari, nei quali indaga la vita nello Yunnan, con attenzione a questioni ecologiche, socio-politiche e culturali, esprimendo nel contempo la sua visione poetica. Tra i suoi documentari più importanti Jade Green Station (bise chenzhan, 碧色车站) (2003), nominato per il Silver Wolf Award dell’Amsterdam International Documentary Filmmaking Festival, e Hometown (guxiang, 故乡)(2010), realizzato in collaborazione con l’antropologo Zhu Xiaoyang 朱晓阳.
Jade Green Station è un documentario incentrato sulla ferrovia della città di Bise 碧色, il cui nome indica anche il colore verde-blu della giada, da cui deriva il titolo in inglese dell'opera (Jade Green Station). La ferrovia, costruita nel 1910 su commissione francese, collegava la provincia cinese dello Yunnan al Vietnam. Essa trasformò il piccolo paese di Bise, attraversato da questa nuova via, in un importante punto di passaggio. Yu Jian ha documentato il trambusto quotidiano e la nuova realtà di questa cittadina, attraverso le testimonianze raccolte degli abitanti della zona e dei lavoratori o ex lavoratori della stazione. Attraverso queste voci egli esprime la sua percezione del tempo, della storia e della vita. Il documentario si apre con dei soli suoni di sottofondo, come l'abbaiare dei cani, il cinguettio degli uccelli, il suono di una radio, per poi mostrare le persone che animano l'area della stazione. Venditori ambulanti, passeggeri, personale ferroviario raccontano le loro memorie e le loro ambizioni. Yu Jian assegna particolare attenzione alle tracce del passato, rendendo Bise - nei suoi conflitti fra passato e presente - un luogo d'incontro tra la vecchia Cina imperiale e quella moderna. Un contadino, ad esempio, racconta dei campi agricoli comuni sperimentati durante il periodo della collettivizzazione socialista; un altro della nuova mentalità sul matrimonio, mentre il personale ferroviario viene inquadrato nel momento in cui ascolta una comunicazione da parte delle autorità, nel quale viene promulgata ed elogiata l'etica del buon lavoro e vengono esposte le norme di sicurezza. Significative le inquadrature delle zone vicine ai binari, diroccate e infestate dalle erbacce, accompagnate dalla lettura della poesia East Coker di T.S. Eliot.
Hometown è incentrato sul piccolo villaggio urbano di Xiaocun 小村, nella città-prefettura di Kunming 昆明, oggetto di una pesante urbanizzazione che ne ha trasformato gli originari caratteri di paese dedito all'agricoltura. Xiaocun fa parte del progetto Dakunming fang'an  (大昆明"方案, trad.lett. progetto “grande Kunming”), avviato nel 2003 con l’obiettivo di incorporare al centro cittadino i villaggi intorno al lago Dian per formare una nuova città di Kunming e per rendere lo Yunnan un ponte di commercio tra la Cina e i paesi del sudest asiatico, tra cui Vietnam, Laos e Cambogia. Il documentario, in modo analogo a Jade Green Station, raccoglie le testimonianze degli abitanti, ormai rassegnati, che cercano però di mantenere vive le tradizioni del passato; anche qui le vicende narrate vogliono far riflettere su questioni contemporanee, ma con attenzione al passato. Il documentario, basato sul lavoro dell'antropologo Zhu Xiaoyang, che ha pubblicato diversi libri sui villaggi di Kunming, Xiaocun e Hongren (宏仁), si presenta come studio antropologico, ma è anche una narrazione poetica delle vicende del paese e dei suoi abitanti.

### Testi teatrali
La collaborazione con il regista Mo Sen 牟森 che traspose in uno spettacolo teatrale Ling dang’an, il controverso poema di Yu Jian, proseguì anche con altre opere. Mou Sen ha infatti messo in scena anche altre sceneggiature teatrali scritte dallo stesso Yu Jian, come  Yu aizi youguan (与艾滋有关, trad.lett.: Riguardo l'AIDS), Guanyu yi ge yewan de tanhua (关于一个夜晚的谈话, trad.lett.: Riguardo ad una conversazione serale) e Guanyu "bi'ian" de yici hanyu cixing taolun (关于“彼岸”的一次汉语词性讨论, trad.lett.: Una discussione sulla "sponda lontana" dei caratteri cinesi)..

## Poetica
Yu Jian in molti saggi e discorsi ha messo in luce il suo concetto di poesia. In Chongjian shige jingshen (重建诗歌精神, 1989, trad. lett. Ricostruire lo spirito della poesia) ha affermato la nascita di una nuova era per la poesia, e sostenuto la necessità - per essa - di essere oggettiva, ma allo stesso tempo intima e ordinaria, al fine di riflettere esperienze concrete di vita, a prescindere se basse, opprimenti e volgari.
A partire dal 1990, il suo sguardo si allontana sempre di più dalla soggettività, per concentrarsi su situazioni ed oggetti ordinari: tappi di bottiglie di birra, barili abbandonati lungo la ferrovia, un animale illuminato dal passaggio di un’auto su una strada. Sono momenti transitori che assumono il ruolo di materiale grezzo per le sue poesie, nel suo intento di radicarsi nella contemporaneità e non più sulle illusioni del passato.
La lingua adottata è molto colloquiale, in opposizione a quella elevata che in genere caratterizzava la produzione poetica in Cina, compresa quella a lui contemporanea. Per quanto le sue prime poesie fossero affini alla poesia oscura, ben presto prende posizione contro tutta la poesia precedente, da quella repubblicana a quella maoista, comprese le avanguardie contemporanee, giudicandole tutte correnti obsolete. Questa evoluzione è evidente nel confronto dei suoi primi componimenti, quali Bu yao xiangxin... (不要相信, trad. lett.: Non credere) del 1979 e una poesia senza titolo del 1981, con i successivi. Precedentemente al 1982 si nota un uso figurato della lingua e un arrangiamento in brevi strofe che rimandano ai "poeti oscuri". Nel periodo seguente, come è evidente nella poesia del 1982, Luo Jiasheng (罗家生), si possono individuare i primi segnali di cambiamento, quali lo stile basso, i versi brevi, la quotidianità e l'ordinarietà del soggetto trattato e la narrazione distaccata di un evento che sembra ispirato alla vita personale del poeta. Altra poesia emblematica in questo processo verso la maturità è Giang (墙, trad. lett.: Un muro), del 1983, che manifesta altri tratti caratteristici della poetica di Yu Jian: l'indagine su un singolo termine od oggetto, e una forte componente umoristica, in pieno contrasto con la poesia solenne dei poeti oscuri.
L'ironia è una delle caratteristiche più significative della poesia cinese contemporanea, e in questo senso Yu Jian è uno tra i primi, con altri poeti quali Xi Chuan 西川, ad aver intrapreso questa via che si affermerà negli anni '90. L'uso reiterato di alcuni termini è un'altra caratteristica di questa fase della poesia di Yu Jian; alcuni componimenti sono raggruppati in serie per la presenza nel titolo di una parola comune, specificata in seguito nelle varie poesie della serie stessa. Un esempio è rappresentato dalla serie in cui la parola comune è "evento" (shijian, 事件), nella quale la specificazione è l'evento considerato, o quella della parola "Opera" (zuopin, 作品), seguita invece da un numero, non in ordine progressivo.
Altro elemento degno di nota nelle sue poesie è l’aspetto tipografico. Per quanto un'impostazione tipografica marcata sia comune a tutta la poesia moderna, che ricorre usualmente all'espediente dell’intervento sulla normale divisione di un verso, Yu Jian, oltre ad usare l’inarcatura (o enjambement), ricorre in molte poesie all'inserimento di spazi vuoti nel mezzo dei versi stessi. Yu Jian definisce questa operazione “versificazione lunga-breve” (changduan ju, 长短句 ). Nei suoi primi componimenti la presenza di questi spazi è sporadica, con un effetto non lontano da quello della variazione dei rientri già espressa nelle poesie dei poeti canonici dell'epoca Maoista, quali Guo Xiaochuan 郭小川 (1919) e He Jingzhi 贺敬之 (1924), e nelle poesie delle prime avanguardie. Questo uso si intensifica nella sua produzione successiva che va oltre la punteggiatura canonica e presenta lunghi versi divisi solamente da questi spazi. Le poesie appaiono molto spezzettate e la normale punteggiatura non guida il lettore, creando così un effetto di discontinuità ancora più forte. Chi legge è obbligato a prestare attenzione e a ricercare in tutto il testo i collegamenti a più livelli tra le frasi e le immagini.  Anche la lunghezza dei versi aumenta tendenzialmente nel tempo. Se nei primi componimenti, come Chang gei tongshidairen de ge (唱给同时代人的歌 , trad. lett.: Una canzone per le persone del nostro tempo) del 1981, non superano i venti caratteri, in seguito si avranno componimenti anche di 38 caratteri per verso.

### Il poeta secondo Yu Jian
Secondo Yu Jian il poeta ha la caratteristica di "sentire la lingua" (yugan, 语感); egli deve essere in grado di andare oltre quello che vedono gli altri, deve saper eliminare ogni ostacolo che impedisce di vedere la vera natura del mondo. Yu Jian ritiene tale capacità e sensibilità innate. In Cong yinyu houtui: zuowei fangfa de shige ( 从隐喻后退: 作为方法的诗歌, 1997, trad. lett.: Ritirarsi dalla metafora: poesia come metodo), precisa che il poeta non deve essere un intellettuale (caizi, 才子), ma un artigiano al lavoro, in grado di manipolare la lingua.

## La lingua
Yu Jian usa una lingua colloquiale, vicina al parlato (kouyu,口语), in opposizione a quella elevata e formale (shumianyu,书面语) tipica dei poeti oscuri (menglong, 朦胧) o dei poeti cosiddetti della “ricerca delle radici” (xungen, 寻根). Più precisamente, Yu Jian distingue la lingua standard dai dialetti, il Nord dal Sud. Egli ritiene che nel Sud il cinese standard sia entrato nell'uso scritto, ma non del parlato, creando dei problemi nel momento in cui, ad esempio, si devono recitare delle poesie. Considera inoltre la lingua standard di natura dispotica, in grado di controllare il poeta attraverso una rappresentazione della realtà fissata nell'uso convenzionale della lingua, frutto di una lunga sedimentazione culturale. Nella sua concezione la lingua elevata usata in poesia ha determinato un allontanamento ormai inaccettabile tra significante e significato. Yu Yan cita come esempio quello di un uomo che vede per la prima volta il mare (hai, 海). Il suo stupore lo porterebbe ad usare un’esclamazione quasi omofona come hai 嗨 e non certo parole complesse come “vasto ed eterno” (yongheng er liaokuo永恒而辽阔). Allo stesso modo, nella sua poesia Shijian xiezuo (trad. lett.: Evento: scrittura, 事件·写作) un’aquila è un’aquila, e non un simbolo di elogio al potere come ci si potrebbe aspettare sulla base di un immaginario ormai stereotipato.  In questo senso egli ritiene la metafora una forma di linguaggio figurato o stereotipato della lingua, opposta al primordiale atto del nominare (mingming,命名). Secondo Yu Jian il poeta non deve essere controllato dalla lingua, ma deve essere lui a controllarla pienamente. La lingua va destrutturata e ristrutturata; la poesia deve eliminare la metafora, rifiutare il discorso dominante. In quanto mondo soggettivo ed inventato, la poesia offre la possibilità di eliminare ogni traccia di egemonia della lingua; il poeta dovrebbe continuamente sottoporla al vaglio del dubbio, limitando il potere che ha su di lui. In questo senso, la poesia di Yu Jian non è orientata al lettore: l’importante è la lingua, non che il lettore possa capire. Infine, la poesia non deve rispondere ad alcun ruolo sociale, anzi, dovrebbe evitarlo.

## Yu Jian e la memoria
Yu Jian fa parte di quei poeti e letterati che hanno vissuto in prima persona il periodo della Rivoluzione Culturale. Negli anni successivi, la memoria di questa fase storica è stata trasmessa attraverso la letteratura e il cinema. Anche la poesia ne fu comunque coinvolta: fin dagli anni successivi alla fine della rivoluzione si formarono delle nuove correnti poetiche . I componimenti dei "poeti oscuri", una di queste correnti, furono influenzati proprio dalla memoria di questo periodo, sebbene alcuni dei suoi rappresentanti fossero già attivi durante la rivoluzione stessa, e nel loro caso non si possa, quindi, parlare di memoria in senso stretto, quanto piuttosto di reazione a quanto stava avvenendo. Il linguaggio di tale poesia è ricco di simbolismi, intenzionalmente ambiguo, e riflette un punto di vista pienamente personale, in opposizione ai canoni precedenti.
Esempio di componimenti che riportano in forma poetica le memorie di questo periodo è la serie di dodici poesie di Yu Jian dal titolo Wangshi er san (往事二三, trad. lett.: Due o tre cose dal passato), ambientate a Kunming, città in cui il poeta è cresciuto. Egli vi riporta proprie esperienze personali, superando tuttavia i canoni narrativi in voga, fondati sulla presentazione in ordine cronologico degli eventi dei protagonisti, dall'infanzia all'età adulta, attraverso le tappe del superamento dell'innocenza dell'età giovanile, del disincanto politico e dell'autorealizzazione post-rivoluzionaria. Le poesie di Yu Jian, come anche le opere di un altro poeta cinese contemporaneo, Su Wenbo (孙文波), non hanno un riferimento temporale e non rappresentano una fuga dall'oppressione politica e psicologica; esse costituiscono un'alternativa alle modalità espressive dominanti. I componimenti di Yu Jian si presentano come degli aneddoti che, presi singolarmente, offrono una visione particolare, per quanto distaccata, della rivoluzione culturale, mentre nell'insieme forniscono un’idea di discontinuità, dello sforzo che il poeta fa nel ricordare quei momenti sparsi nel passato, riflettendo la dimensione interna, personale e complessa di questo ricordare. 

## Critiche e controversie
Yu Jian è uno scrittore molto prolifico e le sue opere, comprese le interviste, sono state incluse in diverse antologie e vengono spesso citate, confermando la sua rilevante posizione nel panorama della letteratura cinese. Le sue riflessioni sulla lingua e il suo convincimento che il poeta deve svolgere la funzione di destrutturarla lo hanno condotto a distinguersi, nelle sue opere, come uno dei maggiori sperimentatori in campo linguistico.
Nella sua composizione saggistica e critica, tuttavia, alcuni critici hanno rilevato una tendenza alla ripetizione e alla riutilizzazione di alcuni vecchi scritti, senza che tale impiego venga precisato. Un esempio viene indicato nel quinto e ultimo volume della raccolta dei suoi scritti, pubblicato nel 2004, Jujueyinyu: zongpi shouji, pinglun, fangtan ( 拒绝隐喻：棕皮手记、评论、访谈, trad. lett. Rifiutare la metafora: Note su quaderno in pelle marrone, critica, interviste), nel quale le prime ottanta pagine costituirebbero una ripetizione, a volte letterale, di precedenti lavori, in assenza però dei dovuti riferimenti. Parti di testi scritti in anni diversi vengono unite spesso senza distinzione e metodo, apportando in alcuni casi solo piccole, ma significative variazioni; ne sarebbe un esempio la modifica del commento che Yu Jian fa sulla lingua cinese, definita una tra le lingue più poetiche del mondo e non, come in precedenza, la lingua più poetica del mondo.
Un altro punto oggetto di controversia riguarda la corrispondenza delle teorie poetiche di Yu Jian con le sue opere. È stato rilevato come in diverse sue poesie siano presenti molte immagini ed istanze di quel linguaggio figurato da lui stesso rifiutato.
Alcuni critici hanno definito la sua poetica fredda osservazione del mondo, e osservato come l'esperienza umana sia resa marginale dall'eccessiva oggettività della rappresentazione; altri hanno attribuito questo aspetto alla volontà del poeta di distaccarsi da un'interpretazione convenzionale, e hanno rilevato come tale intenzionalità non precluda una dimensione soggettiva presente nelle sue opere.

## Opere

### Raccolte poetiche[33]

#### Non ufficiali
- 1989: Zuopin (作品, trad.lett.: Opere) (1988-1989)
- 1989: Yangguangxia de zonglushu (阳光下的棕榈树, trad.lett: Palme sotto il sole)
- 1990: Shiji, 1989-1990 (诗集, 1989-1990, trad.lett.: Raccolta poetica, 1989-1990)

#### Ufficiali
- 1989:Yujianshi liushishou (于坚诗六十首, trad.lett.: Sessanta poesie di Yu Jian,)
- 1993: Dui yishi wuya de mingming (对一只乌鸦的命名, trad. lett.: Dare il nome ad un corvo,)
- 1999 Yimei chuanguo tiankong de dingzi (一枚穿過天空的釘子, trad.lett.: Un chiodo piantato nel cielo), in Dalu xianfengshi (大陸先鋒詩, trad. lett.: Poesia d'avanguardia dalla Cina continentale), serie edita da Huang Liang  黃粱
- 2000: Yu Jian de shi (trad.lett.: La poesia di Yu Jian, 于坚的诗), in Lanxing shiku (蓝星诗库, trad. lett.  Preziosa collezione poetica stella blu)
- 2001: Shige•biantiao ji : 1-216 (诗歌• 便条集：1-216, trad.lett.: Poesia: raccolta di note, 1996-1999:1-216)
- 2003: Shiji yu tuxiang, 2000-2002 (诗集与图像, 2000-2002, trad.lett.: Poesie e immagini, 2000-2002,)
- 2004 Collezione dei lavori di Yu Jian in  5 volumi:
  1. Yimei chuanguo tiankong de dingzi: shiji 1975-2000 (一枚穿过天空的钉子：诗集1975-2000, trad.lett.: Un chiodo piantato nel cielo: raccolta di poesie, 1975-2000), Yu Jian ji: juanyi (于坚集：卷1 trad.lett.: Raccolta dei lavori di Yu Jian: volume 1)
  2. O dang'an: changshi qi bu yu biantiaoji (档案：长诗七部与便条集, trad.lett.: Fascicolo 0: Sette Poemi e Note Poetiche),Yu Jian ji: juaner (于坚集：卷2, trad. lett.: Raccolta dei lavori di Yu Jian: volume 2)
  3. Renjian biji: sanwen (人间笔记：散文, trad.lett.: Note dal mondo degli uomini: prosa), Yu Jian ji: juansan (于坚集：卷3, trad.lett.: Raccolta dei lavori di Yu Jian: volume 3)
  4. Zhengzai  yanqian de shiwu: sanwen (正在眼前的事物：散文, trad.lett.:Oggetti proprio davanti agli occhi: prosa), Yu Jian ji: juansi (于坚集：卷4, trad.lett.: Raccolta dei lavori di Yu Jian: volume 4)
  5. Jujueyinyu: zongpi shouji, pinglun, fangtan ( 拒绝隐喻：棕皮手记、评论、访谈, trad. lett. Rifiutare la metafora: Note su quaderno in pelle marrone, critica, interviste), Yu Jian ji: juanwu (于坚集：卷5, trad.lett.: Raccolta dei lavori di Yu Jian: volume 5,)
- 2006: Zhiyou dahai cangmang ru mu (只有大海苍茫如幕, trad.lett.: Solo il mare, vasto come uno schermo)

### Prosa
- 1997: Zongpi Shouji (棕皮手记, trad.lett.: Note su quaderno di pelle marrone), nella serie Shiren suixiang wencong (诗人随想文丛, trad.lett.: Pensieri casuali di poeti)
- 1999: Renjian biji  (人间笔记, trad. lett.: Note dal mondo degli uomini)

### Documentari
- 1992: The Locomotive from 1910; Laizi 1910 de lieche, (来自1910的列车, trad.lett.: La locomotiva dal 1910)
- 2002: Slow; Man (慢, trad.lett. Lento )
- 2003: Jade Green Station; Bise chezhan (碧色车站, trad.lett. Stazione di Bise)
- 2010:  Hometown; Guxiang (故乡, trad.lett.: Paese natale)

### Teatro
- Yu aizi youguan (与艾滋有关, trad.lett.: Riguardo l'AIDS)
- Guanyu yi ge yewan de tanhua (关于一个夜晚的谈话, trad.lett.: Riguardo ad una conversazione serale)
- Guanyu "bi'ian" de yici hanyu cixing taolun (关于“彼岸”的一次汉语词性讨论, trad.lett.: Una discussione sulla "sponda lontana" dei caratteri cinesi)

## Riconoscimenti e premi

### Nazionali
- Quarta edizione (2004-2006) del premio letterario Lu Xun (Lu Xun Wenxuejiang, 鲁迅文学奖) per la migliore poesia (2006)[34]
- Quattordicesima edizione del riconoscimento poetico Lianghe bao, 联合报 (1996)[35]
- Premio per il quarantesimo anniversario della rivista poetica taiwanese Genesis (Taiwan 《Chuangshiji》shi zashi sishinian shigejiang, 台湾《创世纪》诗杂志四十年诗歌奖.)
- Il premio letterario dei media cinesi del 2003 (Huayu wenxue chuanmei dajiang, 华语文学传媒大奖) [36]

### Internazionali
- La versione tedesca di File 0 è stata premiata con il primo premio della competizione Litprom per la letteratura di Asia, Africa e America Latina (2010)[37]